# Hokej na lodzie na Zimowych Igrzyskach Olimpijskich Młodzieży 2024
Hokej na lodzie na Zimowych Igrzyskach Olimpijskich Młodzieży 2024 odbywał się w dniach od 20 do 31 stycznia 2024 roku. W przeciwieństwie do zimowych igrzysk olimpijskich, w których rozdawane są jedynie dwa komplety medali (turnieje mężczyzn i kobiet), program młodzieżowych igrzysk obejmował cztery konkurencje: turniej chłopców i dziewcząt oraz turniej hokeja 3x3 (dziewcząt i chłopców).
Rozgrywki odbywały się na lodowisku: Gangneung Hockey Centre.

## Klasyfikacja medalowa
*   Gospodarz ( Korea Południowa)
| Miejsce | Reprezentacja     | Złoto | Srebro | Brąz | Razem |
| ------- | ----------------- | ----- | ------ | ---- | ----- |
| 1       | Łotwa             | 1     | 0      | 0    | 1     |
| 1       | Węgry             | 1     | 0      | 0    | 1     |
| 1       | Stany Zjednoczone | 1     | 0      | 0    | 1     |
| 1       | Szwecja           | 1     | 0      | 0    | 1     |
| 5       | Czechy            | 0     | 1      | 0    | 1     |
| 5       | Korea Południowa* | 0     | 1      | 0    | 1     |
| 5       | Japonia           | 0     | 1      | 0    | 1     |
| 5       | Dania             | 0     | 1      | 0    | 1     |
| 9       | Kazachstan        | 0     | 0      | 1    | 1     |
| 9       | Chiny             | 0     | 0      | 1    | 1     |
| 9       | Niemcy            | 0     | 0      | 1    | 1     |
| 9       | Finlandia         | 0     | 0      | 1    | 1     |
| Razem   | Razem             | 4     | 4      | 4    | 12    |

## Zestawienie medalistów
| Konkurencja           | Złoto             | Srebro           | Brąz       |
| Turniej 3x3 dziewcząt | Węgry             | Korea Południowa | Chiny      |
| Turniej 3x3 chłopców  | Łotwa             | Dania            | Kazachstan |
| Turniej dziewcząt     | Szwecja           | Japonia          | Niemcy     |
| Turniej chłopców      | Stany Zjednoczone | Czechy           | Finlandia  |